# Fredrik Øvereng
Fredrik Gerhardsen Øvereng (* 10. Mai 1999) ist ein norwegischer Leichtathlet, der sich auf den Sprint spezialisiert hat.

## Sportliche Laufbahn
Erste internationale Erfahrungen sammelte Fredrik Øvereng beim Europäischen Olympischen Jugendfestival (EYOF) in Tiflis, bei dem er mit 23,10 s in der ersten Runde im 200-Meter-Lauf ausschied. Im Jahr darauf gelangte er bei den erstmals ausgetragenen Jugendeuropameisterschaften ebendort in das Halbfinale und schied dort mit 22,15 s aus. 2019 schied er auch bei den U23-Europameisterschaften in Gävle mit 48,18 s im Semifinale im 400-Meter-Lauf aus, wie auch bei den World University Games 2023 in Chengdu mit 47,53 s.
2020 wurde Øvereng norwegischer Meister im 400-Meter-Lauf im Freien sowie 2020 und 2022 in der Halle.

## Persönliche Bestleistungen
- 200 Meter: 21,44 s (+1,3 m/s), 8. August 2020 in Overhalla
  - 200 Meter (Halle): 21,89 s, 3. März 2019 in Ulsteinvik
- 400 Meter: 46,55 s, 3. Juni 2023 in Salamanca
  - 400 Meter (Halle): 47,13 s, 5. Februar 2022 in Ulsteinvik